# Constantin Buzatu
Constantin Buzatu was de burgemeester van de gemeente Becicherecu Mic, Timiș, Roemenië. Constantin Buzatu werd gekozen op 6 juni 2004. Hij kreeg 416 van 1168 stemmen. Constantin Buzatu is lid van de Sociaaldemocratische Partij. In 2012 nam Raimond-Ovidiu Rusu het burgemeesterschap over. Rusu is ook lid van de Sociaaldemocratische Partij.